# Хлебников, Макар Борисович
Макар Борисович Хлебников (род. 5 февраля 2002, Москва) — российский актёр телевидения и кино. Лауреат кинематографической премии «Ника» в номинации «Открытие года» (2024).

## Биография

### Ранние годы
Родился 5 февраля 2002 года в Москве в семье российского режиссёра Бориса Хлебникова.
Завершив обучение в школе, поступил на обучение в Московскую школу нового кино, где выбрал отделение режиссуры в мастерской Алексея Попогребского.
Дебют в кино пришёлся на многосерийный фильм «Пингвины моей мамы», где Хлебников сыграл главную роль Гоши. Пробы на роль проходил в возрасте семнадцати лет. Следующая роль была — роль Вани в фильме «Что делать женщине, если у неё два любовника, а выбрать нужно одного». В 2023 году Макар снялся в главной роли курсанта мореходного училища в фильме «Снегирь». Эта роль принесла ему награду — победу в национальной кинематографической премии «Ника» в номинации «Открытие года».
В 2024 году Макар Хлебников снялся в главной роли телевизионного сериала «Дети перемен».

## Работы

### Фильмография
- 2021 — «Пингвины моей мамы» — Гоша;
- 2022 — «Что делать женщине, если у неё два любовника, а выбрать нужно одного» — Ваня (сын Ани и Миши);
- 2023 — «Прости меня, Аня» (короткометражный фильм);
- 2023 — «Снегирь» — Никита;
- 2024 — «Дети перемен» — Юра;
- 2024 — «Что делать женщине, если у мужа её подруги две любовницы» — Ваня (сын Ани и Миши);
- 2025 — «Кончится лето» — Тима;

## Награды и номинации
- 2024 — победа «Ника» в категории «Открытие года» — за роль Никиты в фильме «Снегирь».